# 聖奧貝爾鎮區 (密蘇里州卡勒韋縣)
聖奧貝爾鎮區（英語：St. Aubert Township）是位於美國密蘇里州卡勒韋縣的一個行政鎮區。

## 地方資料
聖奧貝爾鎮區的面積為148.55平方千米，當中陸地面積為146.71平方千米，而水域面積為1.84平方千米。根據2020年美國人口普查的數據，當地共有人口1711人，而人口密度為每平方千米11.52人。